# Бююкорхан
Бююкорхан (тур. Büyükorhan) — город и район в провинции Бурса (Турция). Назван в честь Орхана I, второго правителя Османского государства.

## История
Эти места были населены с античных времён. Ими владели греки, римляне, византийцы, турки, и в итоге они вошли в состав Османской империи.
1. ↑  https://www.mgm.gov.tr/iklim/iklim-siniflandirmalari.aspx